# Bray-et-Lû
Bray-et-Lû is een dorp in Frankrijk. Het ligt aan de rivier de Epte in het parc naturel régional du Vexin français.
De heren van Bray, Aincourt en Saint-Clair deden aan de Normandische verovering van Engeland mee, die in 1066 begon.

## Kaart
De onderstaande kaart toont de ligging van Bray-et-Lû met de belangrijkste infrastructuur en aangrenzende gemeenten.

## Demografie
Onderstaande figuur toont het verloop van het inwonertal, bron: INSEE-tellingen. 

## Websites
- (fr)  Statistische informatie op de website van INSEE

1. ↑  Populations de référence 2022.